# UTC+10:00

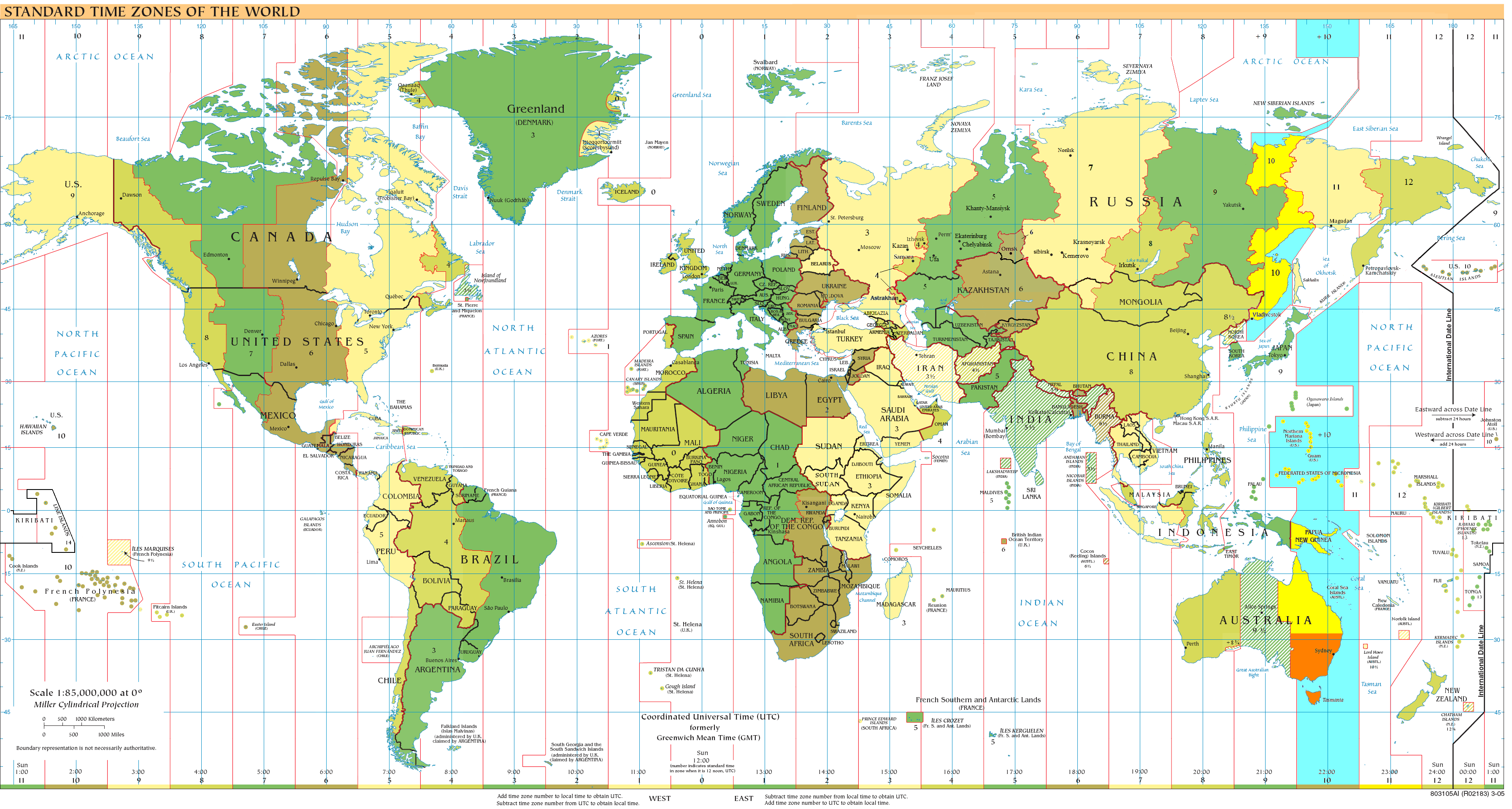
UTC+10:Blau (desembre), taronja (juny), groc (l'any sencer), blau clar (àrees marines)

UTC+10:00 és una zona horària d'UTC amb 10 hores més tard que l'UTC. El seu codi DTG és K-Kilo.

## Zones horàries
- District de Terre Adélie Time (DTAT)
- Australian Eastern Standard Time (AEST)
- Truk Time (TRUT)
- Papua New Guinea Time (PGT)
- Chamorro Standard Time (ChST)
- Yap Time (YAPT)
- Yakutsk Time (YAKT)

## Franges

### Temps estàndard (l'any sencer)
- Austràlia
  - Queensland
- Micronèsia
  - Chuuk
  - Yap
- Papua Nova Guinea

#### Chamorro Standard Time
- Estats Units
  - Guam
  - Illes Mariannes Septentrionals

#### Yakutsk Time
- Rússia
  - Óblast de l'Amur
  - Krai de Zabaikàlie
  - República de Sakhà (Part occidental, incloent Iakutsk)

### Temps estàndard (hivern a l'hemisferi sud)
Aquestes zones utilitzen l'UTC+10:00 a l'hivern i l'UTC+11:00 a l'estiu.

#### Australian Eastern Standard Time
- Nova Gal·les del Sud (excepte Broken Hill i l'illa de Lord Howe)
- Tasmània
- Territori de la Capital Australiana
- Victòria

## Geografia
UTC+10 és la zona horària nàutica que comprèn l'alta mar entre 142,5° i 157,5° E de longitud. En el temps solar aquest fus horari és el corresponent el meridià 150° est.

## Història
En el 2011, a Rússia es va traslladar l'horari d'estiu durant tot l'any, el Yakutsk Time es va fixar a l'UTC+10. I el Irkutsk Time es va fixar permenet a l'UTC+9.